# Behindertenreitsport

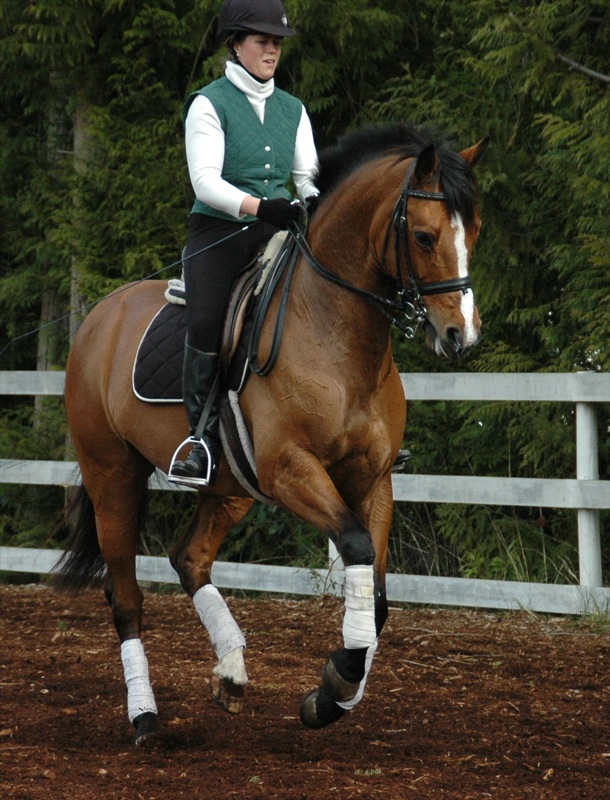
Karen Brain im Training auf Odette

Als Behindertenreitsport bezeichnet man das Reiten als Sport für Menschen mit Behinderung oder das Reiten mit Handicap. Entsprechend der englischen Bezeichnung Para-Equestrian hat sich auch die Bezeichnung Para-Dressursport etabliert.
Behindertenreitsport ist nicht mit Reittherapie / Therapeutischem Reiten gleichzusetzen. Der Einsatz des Pferdes für Menschen mit Behinderung ist in der Geschichte seit über 2000 Jahren zurückzuverfolgen.

## Freizeit- und Breitensport
Hier steht, genau wie Leistungssport auch, die sinnvolle Freizeitgestaltung mit dem Tier im Vordergrund, verbunden mit der sozialen Integration und dem Ausgleich behinderungsbedingter Bewegungsarmut. Die Art und Weise, wie am Reitsport teilgenommen wird, hängt von der Art der Behinderung ab. Viele körperlich eingeschränkte Reiter können mit dem üblichen Equipment am Reitsport teilnehmen, größtenteils wird aber mit kompensatorischen Hilfsmitteln geritten, z. B. mit speziellen Zügeln, modifizierten Sätteln (Pauschen, Halteriemchen u. a.), unter Umständen auch mit dem Damensattel. Eventuell beschäftigt sich die gehandicapte Person mit dem Pferd ohne zu reiten, z. B. mit Bodenarbeit. Ein medizinisches Attest oder eine Klassifizierung ist hierfür nicht notwendig.

## Leistungssport

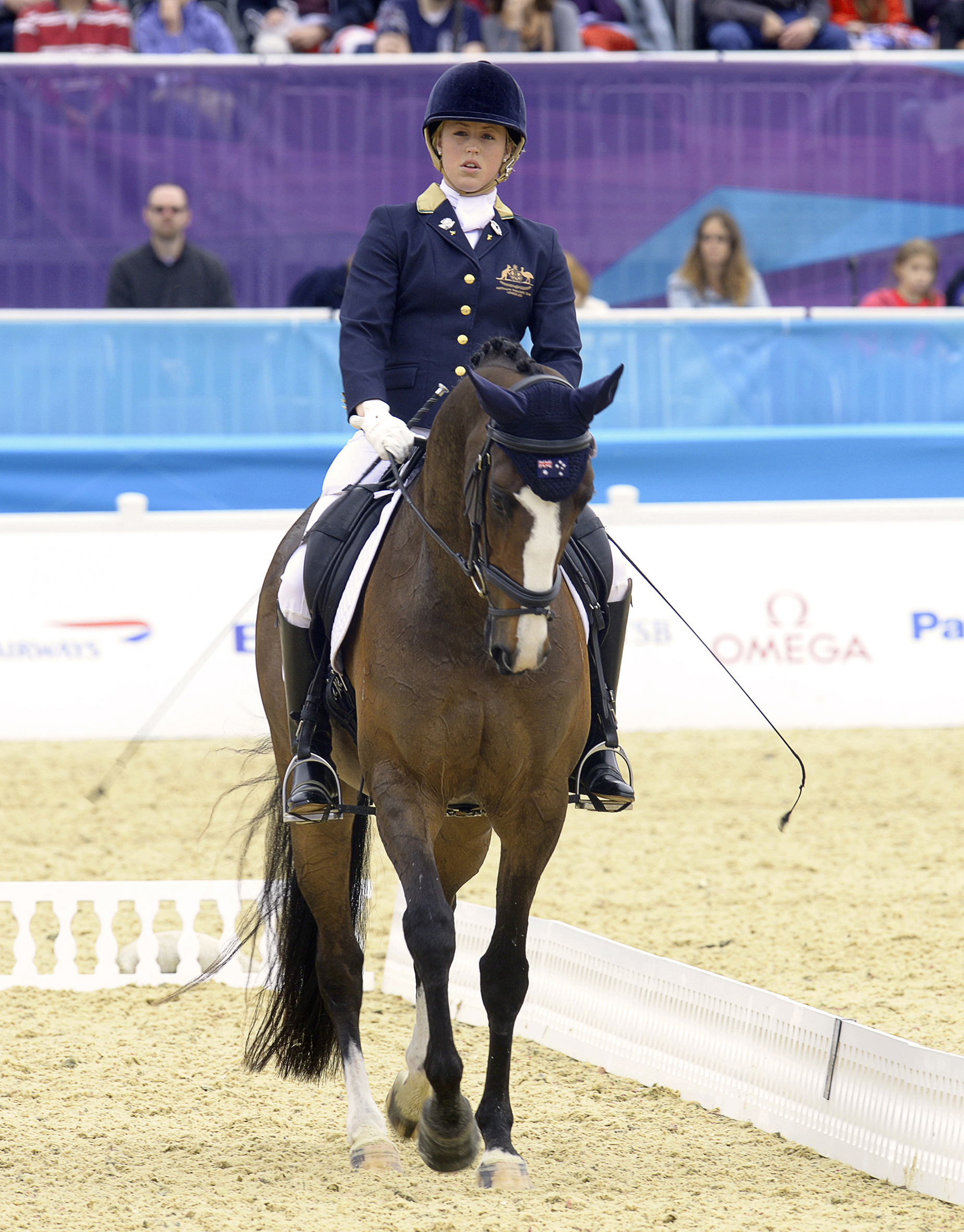
Reitet mit zwei Gerten als Hilfsmittel: Grace Bowman (damals Grade II), hier mit Kirby Park Joy bei den Sommer-Paralympics 2012

Grundsätzlich kann jeder, entsprechend seinem Talent, seiner Ausdauer usw. am Leistungssport teilnehmen. Im Leistungssport nehmen behinderte Reiter/Fahrer sowohl an Regelturnieren gemeinsam mit Nichtbehinderten, als auch an speziellen Turnieren für Menschen mit Behinderung teil. In Deutschland ist für den Pferdesport das DKThR (Deutsches Kuratorium für Therapeutisches Reiten) in Warendorf zuständig. Hier arbeitet man zusammen mit der Deutschen Reiterlichen Vereinigung (FN) – für internationale Turniere – mit dem Deutschen Behindertensportverband (DBS). 
Die Grundlage ist ein Sportgesundheitspass. Hierfür muss der Hausarzt, der den Betreffenden kennt, bestätigen, dass Sportfähigkeit vorhanden ist (Attest). Fällt der Bescheid positiv aus, wird der Reiter von der Deutschen Mannschaftsärztin oder einem anderen deutschen oder auswärtigen Klassifizierer (I.P.E.C. = Internationales Paralympisches Komitee für Reiterei), das sind speziell fortgebildete Ärzte oder Sportphysiotherapeuten, klassifiziert, also in eine Wettkampfklasse (Grade Ia bis IV) eingeteilt.
Die Wettkampfklasse (seit 8 Jahren nach I.P.E.C-Regeln) wird genauso eingetragen wie nachfolgende Untersuchungen, die in regelmäßigen Abständen bestätigen müssen, dass ein Zustand der gleiche geblieben ist, diese können dann auch durch den Hausarzt erfolgen, oder das sich etwas geändert hat, dann muss ein Klassifizierer aufgesucht werden.
Mit der Klassifizierung (Graden) soll sichergestellt werden, dass vergleichbare Einschränkungen zu vergleichbaren Leistungen führen. Sie erfolgt nach funktionellen Gesichtspunkten, direkt auf das Reiten bezogen. Die Ursache der Funktionseinschränkung ist dabei nahezu unwichtig. Das heißt, ob eine Bewegung nicht oder nur wenig ausgeführt werden kann, ist wichtig. Nicht wichtig ist, ob die Ursache ein durch Rheuma verstelltes Gelenk, eine Lähmung der Muskeln an dieser Extremität oder ein Fehlen der Gliedmaße nach Amputation (oder angeborenes Fehlen) ist. Eine Einstufung ist aber erst bei einer um mehr als 15 Prozent gegenüber Regelreitern reduzierten Funktion denkbar. Daher ist eine Behinderung der Fußfunktion (versteifte Fußgelenke) möglicherweise keine ausreichende Begründung für eine Einstufung in die Reitwettkampfklasse. Würde der Betreffende jedoch Leichtathletik machen, wäre er sehr wohl als behindert im Sinne einer I.P.C. (Internationales Paralympisches Komitee)-Wettkampfordnung einzustufen.
Die Methodik entspricht der Bewertung des Körpers nach:
1. Muskelkraft
2. Gelenkbeweglichkeit
3. Koordination.

Der Reiter muss in die Prüfung einwilligen. Möchte er das nicht oder lässt er bestimmte Prüfungen nicht zu, ist er auch nicht zum Wettkampf zugelassen. Zu jedem Athleten in der entsprechenden Wettkampfklasse (Grade) gibt es auch ein entsprechendes Beeinträchtigungsprofil. Hiernach kann ein Gesunder folgende Punkte erzielen:
- 80 (für linken Arm), 40 (für Nackenbewegung), 80 (für rechten Arm)
- 70 (für linkes Bein), 60 (für Rumpf/Becken), 70 (für rechtes Bein)[5]

## Beschreibung

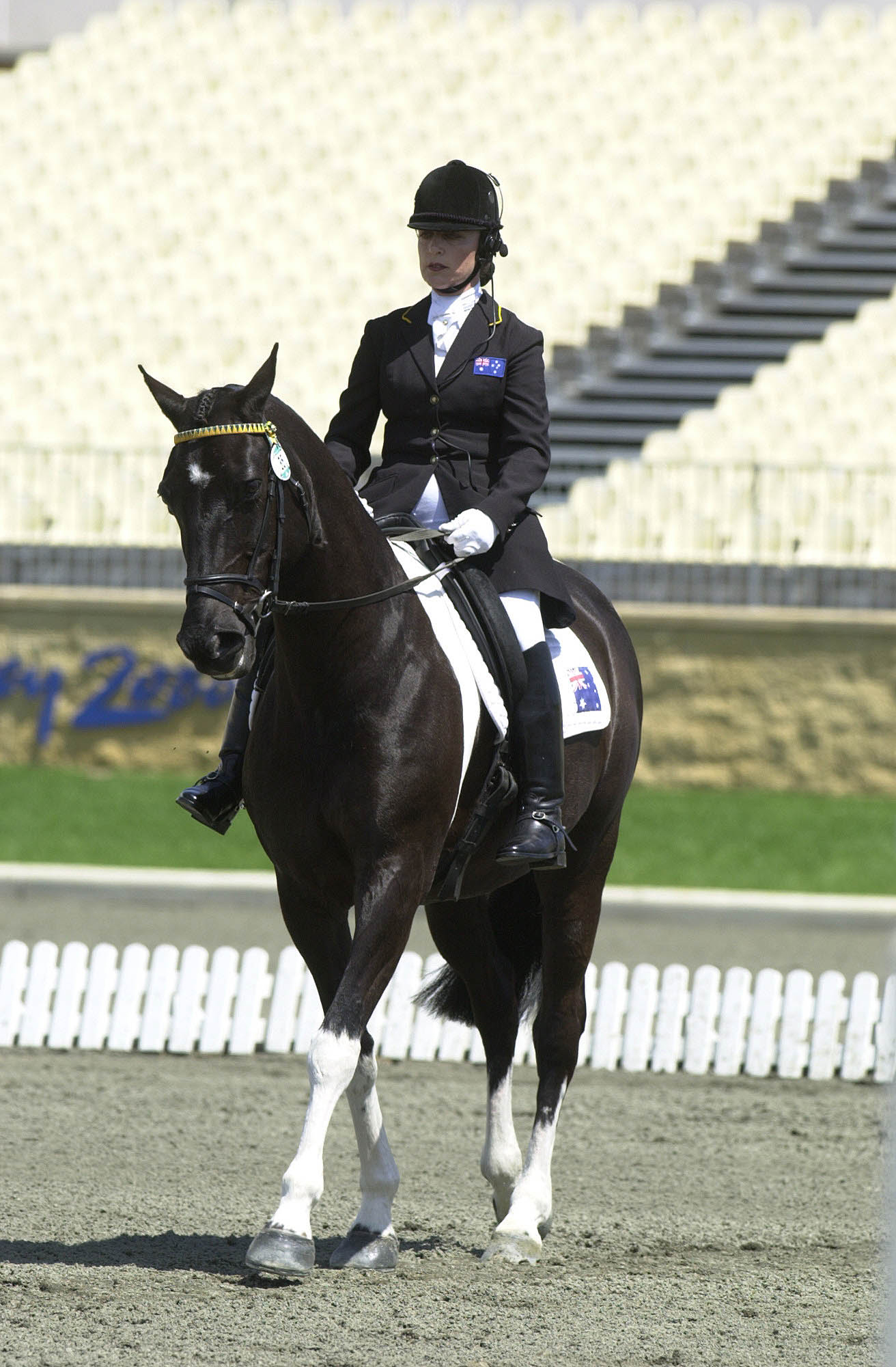
Julie Higgins bei den Sommer-Paralympics 2000, Siegerin im Wettbewerb des damaligen Grade III

Die Anforderungen bei der Ausführung der geforderten Elemente, in den Lektionen, unterscheiden sich bei speziellen Behindertenturnieren nicht von den Regelturnieren. Hier zählt die Scala der Ausbildung (Takt, Losgelassenheit, Anlehnung, Schwung, Geraderichten, Versammlung) genauso wie in der Regelreiterei. Startet ein behinderter Reiter auf einem Turnier, unterliegt er der gleichen Beurteilung wie ein Regelreiter.
In den Küren ist es in allen Startklassen möglich, höhere Dressur-Lektionen zu zeigen. Eine Besonderheit im Behindertensportreiten auf internationaler Ebene gab es bis zu den Paralympics 2000 in Sydney, indem die Teilnehmer auf zugelosten Pferden des jeweiligen Gastgeberlandes starteten. Dies waren Wettkampfbedingungen, die auf Regelturnieren gar nicht denkbar wären. 
Seit den Europameisterschaften 2002 in Portugal starten die Reiter nun mit ihren eigenen Pferden. Die Kosten für die Anschaffung, die Ausbildung, den Transport, den Unterhalt usw. dieser hochwertigen Pferde sind von den nationalen Verbänden kaum aufzubringen. Nur das Engagement, die Ausdauer von Reitern und Trainern, die Unterstützung durch die Verbände und Sponsoren, macht es den Reitern möglich, an internationalen Wettkämpfen teilzunehmen und auch den Nachwuchs dorthin zu bringen.
Im Gegensatz zu anderen Nationen wie z. B. im Vereinigten Königreich, sind die Para-Dressurreiter im deutschsprachigen Raum durchweg Amateure, die allesamt berufstätig sind.

## Liste der Grades
Zum 1. Januar 2017 wurde die Benennung aller Wettkampfklassen (Grades) geändert. Aus dem bisherigen Grade Ia wurde der neue Grade I, aus dem Grade Ib der Grade II. Dementsprechend verschoben sich alle anderen Nummerierungen der Wettkampfklassen um eins nach oben.
Zudem wurde zum selben Datum die Aufgaben der Wettkampfklassen überarbeitet und im Anspruch erhöht. Die Dressurrichterin und deutsche Equipechefin Britta Bando beurteilte die neuen Aufgaben: „Insgesamt wird mehr Wert auf Durchlässigkeit gelegt, viele Übergänge, viele Volten und Wendungen, bei denen besonders auf Stellung und Biegung geachtet wird.“

### Legende zu den Abbildungen
Normal function or minimal disadvantage = normale Funktion oder geringe Beeinträchtigung

Paresis Parese (unvollständige Lähmung der Muskulatur)

Absence of Limbs = fehlende Gliedmaßen

Incoordinate = Koordinationsstörung

Severely incoordinate = schwere Koordinationsstörung

Deformity = Deformation

Wheelchair user = Rollstuhlbenutzer

### Grade I
Grade I (vormals Ia) bezeichnet die Wettkampfklasse der am schwersten behinderten Reiter. Die Athleten sind hauptsächlich Rollstuhlbenutzer. Hier sind Schritt- und Schritt-Trab-Aufgaben vorgesehen.

Profil 1: alle 4 Gliedmaßen nahezu gebrauchsuntüchtig; Benutzung eines elektrischen Rollstuhls oder muss in normalem Rollstuhl geschoben werden; hat gewöhnlich nur sehr schwache Rumpfsteuerungsfähigkeit
Profil 2: alle 4 Gliedmaßen nahezu gebrauchsuntüchtig; kann die Ellbogen beugen um Rollstuhl zu fahren; braucht für längere Stecken evtl. elektrischen Rollstuhl; schwache Rumpfsteuerungsfähigkeit
Profil 3: Rollstuhlfahrer mit sehr geringer Balance und Unfähigkeit Dinge zu greifen bzw. loszulassen, schwache Rumpfsteuerungsfähigkeit
Profil 5: Rollstuhlfahrer mit Gliedmaßenkontrollschwierigkeiten bei der Ausübung aller Aktivitäten; oft mäßige Rumpfsteuerungsfähigkeit
Für 1–6: Handgriff oder Halsriemen, Gummibänder am Bügel, Riemen vom Steigbügelriemen oder Steigbügel zum Gurt, Zügel mit Schlaufen, erhöhte Pausche und/oder Hinterzwiesel vom Körper weg, braucht nur mit Kopf grüßen, 1 oder 2 Gerten, Stimmenbenutzung, Sitzflächenbezug, keine Steigbügel, Devonshire boots Andersen-Steigbügel, kann auch
einhändig reiten
Profil 7: Rollstuhlfahrer der nur einen Arm gut benutzen kann; hat evtl. elektrischen Rollstuhl,
wenn normaler Rollstuhl nicht bewegt werden kann; Rumpfsteuerungsschwierigkeiten
Wie oben, und verbindende Zügelquerstrebe, reitet einhändig
Profil 12: alle 4 Gliedmaßen ernsthaft beeinträchtigt; kann laufen; ausreichende bis mäßige Rumpfsteuerungsfähigkeit

12b: ernsthafte Deformationen oder Schwächen in allen 4 Gliedmaßen
Hangriff, Gummibänder am Bügel, Riemen vom Steigbügelriemen oder Steigbügel zum Gurt, Zügel mit Schlaufen, verbindende Zügelquerstrebe, 1 oder 2 Gerten braucht nur mit Kopf grüßen, Stimmenbenutzung, Sitzflächenbezug, keine Steigbügel, Devonshire boots. Andersen~Steigbügel
Profil 13: kann laufen; kann 3 Gliedmaßen nur geringfügig benutzen; benutzt gewöhnlich einen Stock mithilfe der guten Hand; Rumpfsteuerungsfähigkeit variiert, oft ausreichend bis mäßig
Handgriff, Gummibänder am Bügel, Riemen vom Steigbügelriemen oder Steigbügel zum Gurt, Zügel mit Schlaufen,  erhöhte Pausche und/oder Hinterzwiesel vom Körper weg, 1 oder 2 Gerten, braucht nur mit Kopf grüßen, Stimmenbenutzung, Sitzflächenbezug, keine Steigbügel, Devonshire boots, Andersen-Steigbügel, reitet einhändig

### Grade II
Im Grade II (bis zum Jahr 2016 Grade Ib) gibt es Schritt-Trab-Aufgaben.

Profil 4: alle 4 Gliedmaßen nahezu gebrauchsuntüchtig, aber gute Rumpfsteuerungsfähigkeit; gewöhnlich in der Lage einen Rollstuhl zu fahren; gebraucht hauptsächlich das Gesäß, um die Bewegungen des Pferdes zu kontrollieren
Profil 6: Rollstuhlfahrer mit schwacher Rumpfsteuerungsfähigkeit und etwas schwachen Händen oder mangelnder Armkontrolle
Profil 9: Rollstuhlfahrer, der beide Arme gut benutzen kann; nur Rumpfsteuerungsfähigkeit
im oberen Bereich; kann Becken nicht kippen
Profil 10: Rollstuhlfahrer, der Rumpf und Arme gut benutzen kann; aber nicht in der Lage, die Hüfte zur Unterstützung von Rumpfbewegungen zu benutzen; Rumpfsteuerungsschwierigkeiten

Handgriff, Gummibänder am Bügel, Riemen vom Steigbügelriemen oder Steigbügel zum Gurt, erhöhte Pausche und/oder Hinterzwiesel vom Körper weg, 1 oder 2 Gerten, braucht nur mit Kopf zu grüßen, Stimmbenutzung, Sitzflächenbezug, keine Steigbügel, Devonshire boots, Andersen-Steigbügel

10a: ernsthafte Balanceprobleme; unfähig sich außerhalb ihrer Grundunterstützung zu bewegen
Profil 11: Rollstuhlfahrer mit guter Rumpf- und Armkontrolle und etwas Hüftkontrolle; kann Becken gut kippen, evtl. fehlende Beine

11a: keine Prothesen und Stumpf ist weniger als 10 cm lang

Gummibänder am Bügel, Riemen vom Steigbügelriemen oder Steigbügel zum Gurt, erhöhte Pausche und/oder Hinterzwiesel vom Körper weg, 1 oder 2 Gerten, braucht nur mit Kopf zu grüßen, Stimmbenutzung, Sitzflächenbezug, keine Steigbügel, Devonshire boots, Andersen-Steigbügel
Profil 12: alle 4 Gliedmaßen ernsthaft beeinträchtigt; kann laufen; ausreichende bis mäßige Rumpfsteuerungsfähigkeit

12b: ernsthafte Deformationen oder Schwächen in allen 4 Gliedmaßen

Handgriff, Gummibänder am Bügel, Riemen vom Steigbügelriemen oder Steigbügel zum Gurt, Zügel mit Schlaufen, verbindende Zügelquerstrebe, 1 oder 2 Gerten, braucht nur mit Kopf zu grüßen, Stimmbenutzung, Sitzflächenbezug, keine Steigbügel, Devonshire boots, Andersen-Steigbügel

### Grade III
Schritt-Trab-Aufgaben sind beim Grade III (ehemals II) gefordert, Galopp und einzelne fliegende Wechsel sind aber in der Kür durchaus üblich.

Profil 8: Rollstuhlfahrer mit etwas Rumpfsteuerungsfähigkeit und etwas schwachen Händen oder Armen

Gummibänder am Bügel, Riemen vom Steigbügelriemen oder Steigbügel zum Gurt, braucht evtl. Zügel mit Schlaufen, 1 oder 2 Gerten, braucht nur mit Kopf grüßen, Stimmenbenutzung, Sitzflächenbezug einen oder keinen Steigbügel, Devonshire boots Andersen-Steigbügel
Profil 10: Rollstuhlfahrer, der Rumpf und Arme gut benutzen kann; aber nicht in der Lage, die Hüfte zur Unterstützung von Rumpfbewegungen zu benutzen; Rumpfsteuerungsschwierigkeiten

10b: kann Becken mit Schwierigkeiten kippen und daher fähig sich außerhalb ihrer Grundunterstützung zu bewegen

Handgriff, Gummibänder am Bügel, Riemen vom Steigbügelriemen oder Steigbügel zum Gurt, erhöhte Pausche und/oder Hinterzwiesel vom Körper weg, 1 oder 2 Gerten, braucht nur mit Kopf grüßen, Stimmenbenutzung, Sitzflächenbezug, keine Steigbügel, Devonshire boots, Andersen-Steigbügel
Profil 11: Rollstuhlfahrer mit guter Rumpf- und Armkontrolle und etwas Hüftkontrolle; kann Becken gut kippen, evtl. fehlende Beine

11b: Amputation und längerer Stumpf

Gummibänder am Bügel, Riemen vom Steigbügelriemen oder Steigbügel zum Gurt, erhöhte Pausche und/oder Hinterzwiesel vom Körper weg, 1 oder 2 Gerten, braucht nur mit Kopf grüßen, Stimmenbenutzung, Sitzflächenbezug, keine Steigbügel, Devonshire boots~ Andersen-Steigbügel
Profil 14: kann laufen; eine Körperhälfte ist nur gering einsatzfähig; kann gewöhnlich ohne Hilfe nur das gute Bein ausbalancieren; das gestörte Körpergleichgewicht macht es schwierig die Balance auf dem Pferd zu halten

Handgriff, Gummibänder am Hügel, Riemen vom Steigbügelriemen oder Steigbügel zum Gurt, verbindende Zügelquerstrebe, 1 Gerte, braucht nur mit Kopf grüßen, Stimmenbenutzung, Sitzflächenbezug, keine Steigbügel, Devonshire boots, Andersen~ Steigbügel, reitet einhändig
Profil 17: kann laufen; beide Beine sind ernsthaft beeinträchtigt und agieren mehr als Stütze; braucht evtl. Krücken/Stock zum Laufen

l7a: geringer oder kein Gebrauch des Beckens möglich; kann Pferd daher nicht mit Becken kontrollieren

Handgriff, Gummibänder am Bügel, Riemen vom Steigbügelriemen oder Steigbügel zum Gurt, 2 Gerten, braucht nur mit Kopf grüßen, Stimmenbenutzung, Sitzflächenbezug, keine Steigbügel, Devonshire boots, Andersen-Steigbügel
Profil 18: kann laufen; ein Bein ist ernsthaft beeinträchtigt und agiert mehr als Stütze; anderes Bein ist besser, aber nicht normal

18a: sehr geringer oder kein Gebrauch des Beckens; kann Pferd daher nicht mit Becken kontrollieren

Handgriff, Gummibänder am Bügel, Riemen vom Steigbügelriemen oder Steigbügel zum Gurt, 2 Gerten. braucht nur mit Kopf grüßen,Stimmbenutzung, Sitzflächenbezug, keine Steigbügel, Devonshire Boots, Andersen-Steigbügel

### Grade IV
Der Grade IV (vormals III) ist der in Deutschland am meisten vertretene Grade. Hier wird L-Niveau geritten. Athleten, die als B1 (blind) klassifiziert sind, starten ebenso in dieser Klasse.

Profil 15: kann laufen; eine Körperhälfte ist geringfügig beeinträchtigt; hat auch ein gestörtes
Körpergleichgewicht, kann die Balance auf dem Pferd einfacher halten

Handgriff, Gummibänder am Bügel, verbindende Zügelquerstrebe,Zügel mit Schlaufen, braucht nur mit Kopf grüßen, Stimmbenutzung, Sitzflächenbezug, keine Steigbügel, Devonshire Boots, Andersen-Steigbügel
Profil 17: kann laufen; beide Beine sind ernsthaft beeinträchtigt und agieren mehr als Stütze; braucht evtl. Krücke/Stock zum Laufen

17b: mäßige bis gute Beckenkontrolle; kann Pferd daher mit Becken kontrollieren

Handgriff Gummibänder am Bügel, Riemen vom Steigbügelriemen oder Steigbügel zum Gurt, 2 Gerten,  braucht nur mit Kopf grüßen, Sitzflächenbezug, keine Steigbügel, Devonshire boots,  Andersen-Steigbügel
Profil 18: kann laufen; ein Bein ist ernsthaft beeinträchtigt und agiert mehr als Stütze; anderes Bein ist besser, aber nicht normal

18b: mäßige bis gute Beckenkontrolle; kann Pferd daher mit Becken kontrollieren

Handgriff, Gummibänder am Bügel, Riemen vom Steigbügelriemen oder Steigbügel zum Gurt, 2 Genen, braucht nur mit Kopf grüßen,  Sitzflächenbezug, keine Steigbügel, Devonshire boots, Andersen-Steigbügel
Profil 19: kann laufen; ein Bein ist ernsthaft beeinträchtigt und agiert mehr als Stütze; anderes Bein ist normal

19a: Amputierter, der ohne Prothese reitet; Stumpf 10 cm oder weniger

Handgriff, Gummibänder am Bügel, 1 oder keinen Steigbügel, Sitzflächenbezug, 1 Gerte
Profil 21: beide Arme ernsthaft beeinträchtigt oder nicht vorhanden

Zügel mit Schlaufen, Zügel durch Ring am Sattel befestigt, braucht nur mit Kopf grüßen
Profil 25: sehr kleine Statur aufgrund extrem kurzer Gliedmaßen, 129,5 cm oder weniger

Zügel mit Schlaufen, 1 oder 2 Gerten, braucht nur mit Kopf grüßen
Profil 26: geringe Beeinträchtigung aller 4 Gliedmaßen

26a:Koordinationsbeeinträchtigung

Handgriff, Gummibänder am Bügel, 1 oder 2 Gerten, braucht nur mit Kopf grüßen, Devonshire boots, Andersen-Steigbügel

### Grade V
Lektionen und Traversalen aus dem M-Niveau kommen als Anforderungen im Grade V (bis 2016 Grade IV) dazu. Bei der Kür wird fast alles außer Passage und Piaffe gezeigt.

Profil 16: eine obere Gliedmaße fehlt oder ist gering brauchbar oder nicht brauchbar

Handgriff, verbindende Zügelquerstrebe, braucht nur mit Kopf grüßen, reitet einhändig
Profil 19: kann laufen; ein Bein ist ernsthaft beeinträchtigt und agiert mehr als Stütze; anderes Bein ist normal

19b Parese oder Amputierter, der mit Prothese reitet

Gummibänder am Bügel, Riemen vom Steigbügelriemen oder Steigbügel zum Gurt; Sitzflächenbezug, 1 Gerte, Devonshire boots Andersen-Steigbügel
Profil 20: kann laufen und rennen, aber beide Beine sind leicht beeinträchtigt; z. B. leichte bis mäßige doppelseitige Lähmung (50 % oder weniger Kraft im Unterschenkel)

Gummibänder am Bügel, 1 oder 2 Gerten, Devonshire boots, Andersen-Steigbügel
Profil 22: beide Arme leicht beeinträchtigt oder fehlen unterhalb des Ellenbogen; aber fähig Zügel mit oder ohne Prothese zu halten; Punktsystem wird zur Einschätzung verwendet, ob Reiter zum Start bei IPEC Wettbewerben berechtigt ist
Profil 23: ein Bein leicht beeinträchtigt oder fehlt unterhalb des Knies (50 % oder weniger verbleiben vom Unterschenkel), kann gewöhnlich rennen
Profil 24: ein Arm leicht beeinträchtigt, kann Zügel mit einer Hand halten, Punktsystem wird zur Einschätzung verwendet, ob Reiter zum Start bei IPEC Wettbewerben berechtigt ist
Profil 26: geringe Beeinträchtigung aller 4 Gliedmaßen

26b: Beeinträchtigung von Kraft und Reichweite

Handgriff, Gummibänder am Bügel, 1 oder 2 Gerten, braucht nur mit Kopf grüßen, Devonshire boots, Andersen-Steigbügel